# Copa de Armenia 2016-17
La Copa de Armenia 2016-17 es la edición número 26 de la Copa de Armenia. El torneo empezó el 21 de septiembre de 2016 con los cuartos de final y terminará en mayo de 2017 con la final. Banants es el campeón defensor luego de que obtuviera su tercer título en la edición anterior.

## Formato
Todo el torneo se jugará por eliminación directa, a doble partido (ida y vuelta), avanzará a la siguiente ronda aquel equipo que gané la serie, en caso de empate se usará la regla del gol de visitante y, de persistir la igualdad, se jugará prórroga, e incluso se patearan penales de ser necesario . No habrá partido por el tercer puesto. El campeón se clasificará para la primera ronda previa de la Liga Europa 2017-18, siempre y cuando no se clasifique para la Liga de Campeones 2016-17 a través de la Liga Premier 2016-17.

## Equipos participantes
En el torneo participan tan solo ocho clubes, 6 que actualmente (2016-17) juegan en la Liga Premier y dos de la Primera Liga.
| Cuartos de final | Cuartos de final | Cuartos de final | Cuartos de final |
| ---------------- | ---------------- | ---------------- | ---------------- |
| Alashkert (1)    | Banants (1)      | Pyunik (1)       | Erebuni (2)      |
| Ararat (1)       | Gandzasar (1)    | Shirak (1)       | Kotayk (2)       |

(1): Clubes de la Liga Premier 2016-17, (2): Clubes de la Primera Liga 2016-17.

## Cuartos de final

### Gandzasar –  Erebuni
Gandzasar avanza a las semifinales luego de ganar la serie por un global de 6 – 0.
| Local         | Resultado | Visitante   | Fecha                 | Estadio           |
| ------------- | --------- | ----------- | --------------------- | ----------------- |
| Gandzasar (1) | 3 − 0     | Erebuni (2) | 10 de octubre de 2016 | Estadio Gandzasar |

| Local       | Resultado | Visitante     | Fecha                 | Estadio         |
| ----------- | --------- | ------------- | --------------------- | --------------- |
| Erebuni (2) | 0 − 3     | Gandzasar (1) | 18 de octubre de 2016 | Estadio Erebuni |

### Kotayk –  Shirak
Shirak avanza a las semifinales luego de ganar la serie por un global de 3 – 0.
| Local      | Resultado | Visitante  | Fecha                    | Estadio              |
| ---------- | --------- | ---------- | ------------------------ | -------------------- |
| Kotayk (2) | 0 − 0     | Shirak (1) | 22 de septiembre de 2016 | Abovyan City Stadium |

| Local      | Resultado | Visitante  | Fecha                 | Estadio             |
| ---------- | --------- | ---------- | --------------------- | ------------------- |
| Shirak (1) | 3 − 0     | Kotayk (2) | 19 de octubre de 2016 | Gyumri City Stadium |

### Ararat –  Banants
Banants avanza a las semifinales, ya que marcó más goles (2) en condición de visitante que su rival (1); la regla de gol visitante definió la serie que terminó empatada con un global de 2 – 2.
| Local      | Resultado | Visitante   | Fecha                    | Estadio         |
| ---------- | --------- | ----------- | ------------------------ | --------------- |
| Ararat (1) | 1 − 2     | Banants (1) | 21 de septiembre de 2016 | Estadio Hrazdan |

| Local       | Resultado | Visitante  | Fecha                 | Estadio         |
| ----------- | --------- | ---------- | --------------------- | --------------- |
| Banants (1) | 0 − 1     | Ararat (1) | 18 de octubre de 2016 | Banants Stadium |

### Alashkert –  Pyunik
Pyunik avanza a las semifinales luego de ganar la serie por un global de 3 − 1.
| Local         | Resultado | Visitante  | Fecha                    | Estadio           |
| ------------- | --------- | ---------- | ------------------------ | ----------------- |
| Alashkert (1) | 1 − 2     | Pyunik (1) | 21 de septiembre de 2016 | Alashkert Stadium |

| Local      | Resultado | Visitante     | Fecha                 | Estadio                 |
| ---------- | --------- | ------------- | --------------------- | ----------------------- |
| Pyunik (1) | 1 − 0     | Alashkert (1) | 19 de octubre de 2016 | Yereván Academy Stadium |

## Semifinales

### Pyunik –  Banants
| Local      | Resultado | Visitante   | Fecha               | Estadio                 |
| ---------- | --------- | ----------- | ------------------- | ----------------------- |
| Pyunik (1) | 2 − 1     | Banants (1) | 11 de abril de 2017 | Yereván Academy Stadium |

| Local       | Resultado | Visitante  | Fecha               | Estadio         |
| ----------- | --------- | ---------- | ------------------- | --------------- |
| Banants (1) | −         | Pyunik (1) | 25 de abril de 2017 | Banants Stadium |

### Gandzasar –  Shirak
| Local         | Resultado | Visitante  | Fecha               | Estadio           |
| ------------- | --------- | ---------- | ------------------- | ----------------- |
| Gandzasar (1) | −         | Shirak (1) | 12 de abril de 2017 | Estadio Gandzasar |

| Local      | Resultado | Visitante     | Fecha               | Estadio             |
| ---------- | --------- | ------------- | ------------------- | ------------------- |
| Shirak (1) | −         | Gandzasar (1) | 26 de abril de 2017 | Gyumri City Stadium |